# Nervilieae
De Nervilieae vormen een tribus (geslachtengroep) van de Epidendroideae, een onderfamilie van de orchideeënfamilie (Orchidaceae). Het is een kleine tribus met 5 geslachten en ongeveer 75 soorten vrij primitieve orchideeën.
Nervilieae zijn voornamelijk terrestrische orchideeën (aardorchideeën) die fototroof of mycoheterotroof (epiparasitisch) zijn.
Ze komen voor in het Palearctisch (West-Europa en Noord-Afrika tot de Filipijnen), het Afrotropisch (tropisch Afrika) en het Australaziatisch gebied.

## Taxonomie
Dressler beperkte deze tribus tot het geslacht Nervilia. Op basis van recent DNA-onderzoek zouden ook de subtribus Epipogiinae (met de geslachten Epipogium, Silvorchis en Stereosandra) aan deze tribus moeten worden toegevoegd.
- Subtribus: Nerviliinae
  - Geslacht:
    - Nervilia
- Subtribus: Epipogiinae
  - Geslachten:
    - Epipogium
    - Silvorchis
    - Stereosandra